# Winter-Universiade 2013/Teilnehmer (Bulgarien)
| Gelbes Symbol für Goldmedaillen mit stilisierten Olympischen Ringen | Graues Symbol für Silbermedaillen mit stilisierten Olympischen Ringen | Braundes Symbol für Bronzemedaillen mit stilisierten Olympischen Ringen |
| ------------------------------------------------------------------- | --------------------------------------------------------------------- | ----------------------------------------------------------------------- |
| —                                                                   | —                                                                     | —                                                                       |

Bulgarien nahm an der Winter-Universiade 2013 im Trentino mit  12 Sportlern in vier Sportarten teil.

## Teilnehmer nach Sportarten

### Shorttrack
| Frauen - Neli Zankowa 500 m: im Viertelfinale als 4. ausgeschieden, Platz 16 1000 m: in den Heats als 3. ausgeschieden, Platz 23 3000 m Staffel: im B-Finale 4. geworden, Platz 8 - Anna Jakimowa 500 m: in den Heats als 3. ausgeschieden, Platz 22 1000 m: Penalty im Viertelfinale, Platz 17 1500 m: in den Heats als 5. ausgeschieden, Platz 27 3000 m Staffel: im B-Finale 4. geworden, Platz 8 - Dajana Janewa 1500 m: in den Heats als 4. ausgeschieden, Platz 23 3000 m Staffel: im B-Finale 4. geworden, Platz 8 - Raja Sachariewa 500 m: in den Heats als 4. ausgeschieden, Platz 26 1000 m: Penalty in den Heats, nicht platziert 1500 m: in den Heats als 4. ausgeschieden, Platz 21 3000 m Staffel: im B-Finale 4. geworden, Platz 8 |

### Ski Alpin
Männer
- Nikola Tschongarow
Abfahrt: 27. Platz, 1:17.44
Super-G: 16. Platz, 1:24.70
Slalom: DNF
- Georgi Georgiew
Abfahrt: 8. Platz, 1:14.89
Slalom: DNF
- Stefan Prissadow
Riesenslalom: 23. Platz, 1:49.91
Slalom: 7. Platz, 1:33.58

### Skilanglauf
| Frauen - Waska Blagoewa Sprint klassisch: im Prolog ausgeschieden, 77. Platz 5 km Freistil: 89. Platz, 17:03.0 10 km Doppelverfolgung: 69. Platz, 40:08.4 15 km Massenstart: DNS - Antonija Grigorowa-Burgowa Mixed-Teamsprint (Freistil): im Halbfinale ausgeschieden, 12. Platz 5 km Freistil: 15. Platz, 13:49.8 10 km Doppelverfolgung: 20. Platz, 30:29.9 | Männer - Stanimir Belomaschew Sprint klassisch: im Prolog ausgeschieden, 39. Platz 10 km Freistil: 36. Platz, 25:27.5 30 km Massenstart: DNF - Wesselin Zinsow Mixed-Teamsprint (Freistil): im Halbfinale ausgeschieden, 12. Platz 10 km Freistil: 6. Platz, 24:33.1 15 km Doppelverfolgung: 8. Platz, 38:50.1 30 km Massenstart: 7. Platz, 1h24:00.2 |

### Snowboard
| Männer - Radoslaw Jankow Parallel-Riesenslalom: im Achtelfinale ausgeschieden, 9. Platz |